# Sid Meier's Gettysburg!
Sid Meier's Gettysburg! es un videojuego de estrategia, más concretamente wargame táctico en tiempo real pasable, ambientado en la Guerra Civil Americana. Desarrollado por Sid Meier desde la compañía Firaxis Games. Lanzado al mercado en 1997.
Hubo una secuela, Sid Meier's Antietam, en 1998. En el año 2000 fueron comercializados conjuntamente en un pack llamado Sid Meier's Civil War Collection.
El motor utilizado para desarrollar estos juegos fue licenciado a BreakAway Games para sus wargames napoleónicos Waterloo y Austerlitz, distribuidos por Shrapnel.